# Квинт Фабий Максим Алоброгик
Вижте пояснителната страница за други личности с името Квинт Фабий Максим.
Квинт Фабий Максим Алоброгик (на латински: Quintus Fabius Maximus Allobrogicus; † 100 пр.н.е.) e от римската патрицианска фамилия Фабии и консул през 121 г. пр.н.е.
Той е син на Квинт Фабий Максим Емилиан, консул през 145 г. пр.н.е.
През 134 г. пр.н.е. Фабий става квестор при чичо си Публий Корнелий Сципион, който като консул е командир на римските войски в Испания и му заповядва за засилване да доведе 4000 доброволци. Когато чичо му умира през 129 г. пр.н.е., той, заедно с друг племенник на починалия Квинт Елий Туберон, организира неговото погребение. Фабий държи надгробната реч, написана от Гай Лелий. През 124 – 123 г. пр.н.е. Фабий е претор и пропретор в Испания и е предупреден от Сената, понеже Гай Семпроний Гракх го обвинява в ограбване на жителите на неговата провинция.
През 121 г. пр.н.е. Фабий става консул заедно с Луций Опимий. Получава провинция Трансалпийска Галия и се бие успешно, заедно с неговия предшественик в консулата, Гней Домиций Ахенобарб, против алоброгите и арверните. Двамата постигат на 8 август при вливането на Изер в Рона решаваща победа.
След свършване на консулата му, Фабий получава за това първи триумф, при който пленения крал на арверните Битуит е показан в неговата сребърна броня. Името Allobrogicus получава от авторите през 1 век.
По случай победата си, Фабий поставя паметник на мястото на решаващата битка. Със заграбените богатства в Галия поръчва строежа на Форникс Фабиан (Fornix Fabianus) наименованата Триумфална арка на Виа Сакра на Форум Романум. След битките на Фабий, алоброгите почитат много рода на Фабиите и ги смятат за техни покровители.
През 108 пр.н.е. той е цензор.
Фабий умира преди 100 г. пр.н.е. Неговият близък приятел, поетът Луций Акций го описва като много образован.